# Secretários de Estado (Reino Unido)
Os principais secretários de Estado de Sua Majestade, mais conhecidos como Secretários de Estado, são os ministros de governo mais graduados do Reino Unido, com exceção do primeiro-ministro.
Os secretários de Estado chefiam a maioria dos principais departamentos do governo e constituem a maioria do Gabinete.
Atualmente, existem 16 Secretários de Estado diferentes. Todos eles também são parlamentares.